# Où sont les rêves de jeunesse ?
Pour plus de détails, voir Fiche technique et Distribution.
Où sont les rêves de jeunesse ? (青春の夢いまいづこ, Seishun no yume ima izuko) est un film japonais réalisé par Yasujirō Ozu, sorti en 1932.

## Synopsis
Horino, riche étudiant, refuse les mariages arrangés par son père et préfère traîner avec ses amis et Oshige, une jeune serveuse. Un jour, le père meurt et Horino hérite de son entreprise.

## Fiche technique
- Titre : Où sont les rêves de jeunesse ?
- Titre original : 青春の夢いまいづこ (Seishun no yume ima izuko?)
- Réalisation : Yasujirō Ozu
- Scénario : Kōgo Noda
- Photographie et montage : Hideo Shigehara
- Pays d’origine :  Empire du Japon
- Format : noir et blanc - 1,33:1 - 35 mm - muet
- Durée : 92 minutes
- Date de sortie :
  - Empire du Japon : 13 octobre 1932[2]

## Distribution
- Ureo Egawa : Tetsuo Horino
- Kinuyo Tanaka : Shigeko
- Tatsuo Saitō
- Haruo Takeda
- Chishū Ryū